# Andreas Dittmer
Andreas Dittmer (Neustrelitz, 16 april 1972) is een Duits kanovaarder.
Dittmer won tijdens de Olympische Spelen vijf medailles waaronder drie gouden medailles in drie verschillende onderdelen.

## Belangrijkste resultaten

### Olympische Zomerspelen
| Editie | Plaats  | Resultaten            |
| ------ | ------- | --------------------- |
| 1996   | Atlanta | C-2 1000m 4e C-2 500m |
| 2000   | Sydney  | C-1 1000m C-1 500m    |
| 2004   | Athene  | C-1 500m C-1 500m     |
| 2008   | Peking  | 8e C-1 1000m          |

### Wereldkampioenschappen vlakwater
| Jaar | Plaats      | Resultaten                          |
| ---- | ----------- | ----------------------------------- |
| 1991 | Parijs      | C-4 500 m                           |
| 1993 | Kopenhagen  | C-1 10000 m · C-2 500 m · C-2 500 m |
| 1994 | Mexico-stad | C-2 1000 m                          |
| 1995 | Duisburg    | C-2 500 m · C-2 1000 m              |
| 1997 | Dartmouth   | C-1 1000 m                          |
| 1998 | Szeged      | C-1 500 m · C-1 1000 m              |
| 1999 | Milaan      | C-1 1000 m · C-1 500 m              |
| 2001 | Poznań      | C-1 1000 m · C-1 500 m              |
| 2002 | Sevilla     | C-1 1000 m · C-1 500 m              |
| 2003 | Gainesville | C-1 500 m · C-1 1000 m · C-1 200 m  |
| 2005 | Zagreb      | C-1 500 m · C-1 1000 m              |
| 2006 | Szeged      | C-1 1000 m                          |
| 2007 | Duisburg    | C-1 500 m                           |

1976: Aleksandr Rogov ·
1980: Sergej Postrechin ·
1984: Larry Cain ·
1988: Olaf Heukrodt ·
1992: Nikolai Boechalov ·
1996: Martin Doktor ·
2000: György Kolonics ·
2004: Andreas Dittmer ·
2008: Maksim Opalev
1936: Francis Amyot ·
1948: Josef Holeček ·
1952: Josef Holeček ·
1956: Leon Rotman ·
1960: János Parti ·
1964: Jürgen Eschert ·
1968: Tibor Tatai ·
1972: Ivan Patzaichin ·
1976: Matija Ljubek ·
1980: Ljoebomir Ljoebenov ·
1984: Ulrich Eicke ·
1988: Ivans Klementjevs ·
1992: Nikolai Boechalov ·
1996: Martin Doktor ·
2000: Andreas Dittmer ·
2004: David Cal ·
2008: Attila Vajda ·
2012: Sebastian Brendel ·
2016: Sebastian Brendel ·
2020: Isaquias Queiroz ·
2024: Martin Fuksa
1936: Jan Brzák-Felix & Vladimír Syrovátka ·
1948: Jan Brzák-Felix & Bohumil Kudrna ·
1952: Finn Haunstoft & Bent Peder Rasch ·
1956: Alexe Dumitru & Simion Ismailciuc ·
1960: Leonid Geisjtor & Sergej Makarenko ·
1964: Andrei Chimitsj & Stepan Osjtsjepkov ·
1968: Serghei Covaliov & Ivan Patzaichin ·
1972: Vladislavas Česiūnas & Joeri Lobanov ·
1976: Sergej Petrenko & Aleksandr Vinogradov ·
1980: Ivan Patzaichin & Toma Simionov ·
1984: Ivan Patzaichin & Toma Simionov ·
1988: Nicolae Juravschi & Viktor Reneiski ·
1992: Ulrich Papke & Ingo Spelly ·
1996: Andreas Dittmer & Gunar Kirchbach ·
2000: Florin Popescu & Mitică Pricop ·
2004: Christian Gille & Tomasz Wylenzek ·
2008: Aliaksandr Bahdanovitsj & Andrei Bahdanovitsj ·
2012: Peter Kretschmer & Kurt Kuschela ·
2016: Sebastian Brendel & Jan Vandrey ·
2020: Fernando Jorge & Serguey Torres